# Pic de Noufonts
Pic de Noufonts är en bergstopp i Spanien.   Den ligger i provinsen Província de Girona och regionen Katalonien, i den nordöstra delen av landet, 500 km öster om huvudstaden Madrid. Toppen på Pic de Noufonts är 2 851 meter över havet.
Terrängen runt Pic de Noufonts är bergig norrut, men söderut är den kuperad. Runt Pic de Noufonts är det mycket glesbefolkat, med 6 invånare per kvadratkilometer. Närmaste större samhälle är Camprodon, 19,7 km sydost om Pic de Noufonts. Trakten runt Pic de Noufonts består i huvudsak av gräsmarker.